# Francisco Gento
Francisco "Paco" Gento López (22 tháng 10 năm 1933 – 18 tháng 1 năm 2022) là một cựu cầu thủ bóng đá người Tây Ban Nha chơi ở vị trí chạy cánh trái. Ông được IFFHS (Liên đoàn thống kê và lịch sử bóng đá quốc tế) bầu chọn là cầu thủ bóng đá Tây Ban Nha vĩ đại nhất và cầu thủ bóng đá thế giới vĩ đại thứ 30 trong thế kỷ 20.
Gento bắt đầu sự nghiệp của mình tại Racing Santander vào năm 1952 và chuyển đến Real Madrid vào mùa giải tiếp theo. Ông đã xuất hiện trong kỷ lục chung 8 trận chung kết cúp châu Âu với Paolo Maldini, giành kỷ lục 6, cũng như giành 12 chức vô địch La Liga. Trong sự nghiệp thi đấu quốc tế kéo dài 14 năm, Gento có 43 lần khoác áo tuyển Tây Ban Nha, chơi tại World Cup vào các năm 1962 và 1966.
Sau khi Alfredo Di Stéfano qua đời, Gento được bổ nhiệm làm Chủ tịch danh dự của Real Madrid.

## Sự nghiệp câu lạc bộ
Ông đã chơi ở Primera División với Racing Santander trong mùa giải 1952–53. Khi ấy, Ông vẫn đang chơi chủ yếu cho đội B tại Santander khi một đợt vi rút cúm khiến anh ấy được thăng hạng lên đội một trước trận đấu trên sân nhà với Real Madrid. Đó là màn trình diễn của anh ấy trong trận đấu, mà Madrid đã ký hợp đồng với anh ấy ba ngày sau đó. Ông trở thành một cầu thủ huyền thoại của câu lạc bộ thủ đô, mặc áo số 11 và được coi là một trong những cầu thủ vĩ đại nhất của Tây Ban Nha. 
La Galerna del Cantábrico (The Gale of the Cantabrian Sea), như đã được biết đến, chơi bên ngoài cánh trái và được chú ý nhờ kỹ năng cầm bóng và khả năng ghi bàn từ vị trí tiền vệ. Năm 1967, sau sự ra đi của Alfredo Di Stéfano và sự nghỉ hưu của Ferenc Puskás, ông trở thành đội trưởng của một đội trẻ, được biết đến ở Tây Ban Nha với cái tên Ye-yé , vì sự nổi tiếng của The Beatles vào thời điểm đó. 
Gento không ghi bàn trong mùa giải đầu tiên và chịu sức ép từ chủ tịch câu lạc bộ Santiago Bernabéu. Chủ tịch đã thất bại trước lập luận của Di Stéfano "anh ta nhanh nhẹn và sút bóng như một khẩu đại bác. Điều đó không thể học được, đó là bẩm sinh. Chúng tôi có thể dạy anh ta phần còn lại". 
Trong số các danh hiệu khác, Gento đã giành được cúp châu Âu với kỷ lục sáu lần cùng Real Madrid từ năm 1955 đến năm 1966, là cầu thủ Madrid duy nhất góp mặt trong tất cả các trận thắng. Ông đã đóng góp với 30 bàn thắng trong 89 trận đấu tại Cúp Châu Âu trong sự nghiệp.
Gento đã chơi trong 8 trận chung kết Cúp C1 châu Âu, với thành tích 6–2, và anh ấy cũng góp mặt ở trận chung kết châu Âu thứ 9 trong trận chung kết Cúp các nhà vô địch Cúp C1 1970–71 mà Real Madrid thua Chelsea. Anh giữ kỷ lục này cùng với Paolo Maldini của Milan , người có thành tích kém hơn 5–3. Đồng đội huyền thoại của Gento tại Real Madrid, Alfredo Di Stéfano, kỷ lục 5–2 đứng thứ ba. 
Ở trong nước, Gento đã thu về 12 danh hiệu La Liga trong thời gian khoác áo Madrid. Ông ấy đã ghi 128 bàn trong 428 lần ra sân cho câu lạc bộ, một sự trở lại mạnh mẽ cho một cầu thủ chạy cánh, đặc biệt là khi ông thường kiến tạo cho các đồng đội Di Stéfano và Puskás. Anh ấy đã giành được 23 danh hiệu cho câu lạc bộ, đó vẫn là một kỷ lục hoàn toàn cho đến khi bị Marcelo san bằng năm 2022 với danh hiệu Supercopa de España 2021–22 khi Gento qua đời. 
Sau khi từ giã sự nghiệp bóng đá vào năm 1971, ông đã huấn luyện nhiều đội hạng dưới khác nhau, chẳng hạn như Castilla, Castellón , Palencia và Granada. Năm 1978–79 , ông dẫn dắt Palencia thăng hạng lên Segunda División lần đầu tiên trong lịch sử của họ. Sau đó, anh đảm nhận vai trò đại sứ cho Real Madrid khắp châu Âu, cùng với Di Stéfano. Sau khi Di Stéfano qua đời vào năm 2014, Gento trở thành chủ tịch danh dự của câu lạc bộ.

## Sự nghiệp quốc tế
Gento chơi cho đội tuyển quốc gia Tây Ban Nha từ năm 1955 đến 1969, giành được 43 lần khoác áo và ghi 5 bàn. Anh ra mắt vào ngày 18 tháng 5 năm 1955 trong trận hòa 1-1 với Anh tại Madrid. Ban đầu ông được biết đến với cái tên "La tercera G " (chữ G thứ ba) vì đã kế nhiệm vị trí của Agustín Gaínza và Guillermo Gorostiza. Đối thủ của anh ấy cho vị trí của mình là người bạn Enrique Collar của Atlético Madrid, và cặp đôi này đã chơi cùng nhau tại FIFA World Cup 1962 ở Chile. 
Trong vòng loại Cúp các quốc gia châu Âu năm 1964, Gento được xếp cùng với Collar dưới thời tân huấn luyện viên José Villalonga, nhưng Tây Ban Nha bị loại sau trận thua trên sân nhà trước Bỉ vào ngày 1 tháng 12 năm 1963; Carlos Lapetra vào thay vị trí của anh ấy trong trận chung kết mà Tây Ban Nha đã giành chiến thắng. Do phong độ và thể lực được cải thiện trong nửa sau của mùa giải 1965–66, ông được triệu tập tham dự FIFA World Cup 1966 ở Anh, chơi cả ba trận thuộc vòng bảng. 
Một thời gian ngắn trước khi bước sang tuổi 36, Gento được khoác áo lần thứ 43 và cuối cùng vào ngày 15 tháng 10 năm 1969 bởi người đồng đội cũ của anh, László Kubala, trong chiến thắng 6–0 trước Phần Lan đã bị loại ở vòng loại FIFA World Cup 1970. Anh đã kết thúc kém kỷ lục 46 lần thi đấu của Ricardo Zamora.

## Cuộc sống cá nhân
Hai em trai của Gento, Julio (1939–2016) và Antonio (1940–2020) cũng chơi bóng chuyên nghiệp; người sau này cũng chơi cho Real Madrid, nhưng họ không thành công như người anh trai Francisco của mình.
Các cháu trai của ông cũng là vận động viên - José Luis Llorente và Toñín Llorente chơi bóng rổ, trong khi Paco Llorente và Julio Llorente là cầu thủ bóng đá.  Cháu trai Marcos Llorente , con trai của Paco Llorente, cũng là một cầu thủ bóng đá. 
Gento qua đời vào ngày 18 tháng 1 năm 2022, ở tuổi 88. Real Madrid cho biết trong một tuyên bố, "Real Madrid xin gửi lời chia buồn cùng tình yêu và tình cảm của mình tới vợ Mari Luz, các con trai Francisco và Julio, của ông, cháu gái Aitana và Candela cùng tất cả những người thân, đồng nghiệp và những người thân yêu của ông, ông sẽ luôn được các Madridista và tất cả những người hâm mộ bóng đá nhớ đến như một trong những người vĩ đại nhất của họ."

## Di sản
Được coi là một trong những cầu thủ Tây Ban Nha vĩ đại nhất mọi thời đại và là một trong những cầu thủ vĩ đại nhất từ trước đến nay ở vị trí của anh, Gento là một cầu thủ chạy cánh trái cực kỳ nhanh nhẹn, với nhãn quan và khả năng kỹ thuật tuyệt vời, giúp anh trở thành một nhà hỗ trợ đắc lực. Ngoài khả năng kiểm soát và khả năng sáng tạo, anh còn là một mối đe dọa ghi bàn nhờ khả năng tấn công từ xa.

## Danh hiệu

### Câu lạc bộ

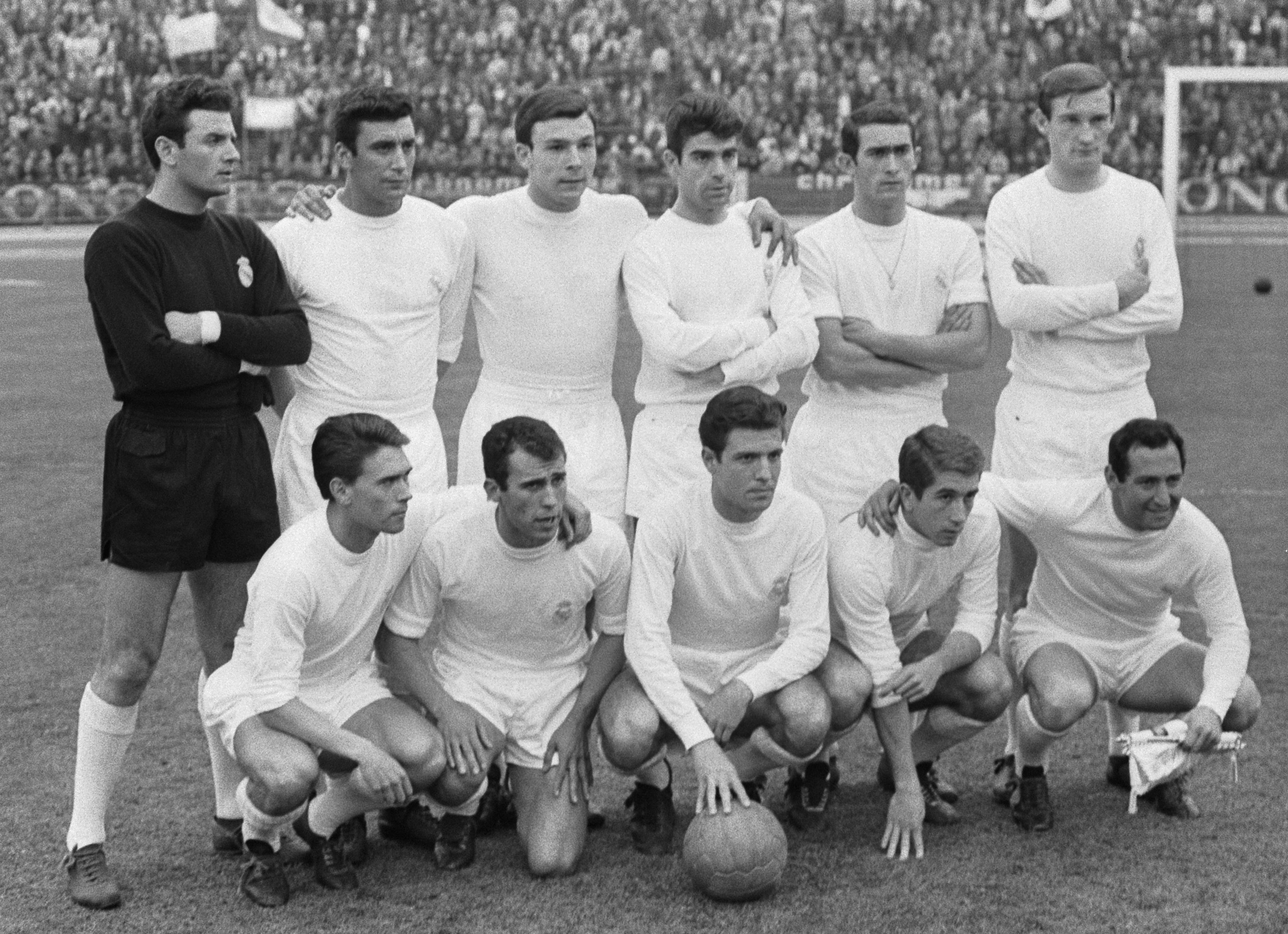
Real Madrid trước trận Chung kết Cúp C1 châu Âu 1966 với FK Partizan.

#### Real Madrid
- La Liga (12): 1953–54, 1954–55, 1956–57, 1957–58, 1960–61, 1961–62, 1962–63, 1963–64, 1964–65, 1966–67, 1967–68, 1968–69
- Copa del Rey (2): 1961–62, 1969–70
- European Cup (6): 1955–56, 1956–57, 1957–58, 1958–59, 1959–60, 1965–66
- Intercontinental Cup (1): 1960
- Small Club World Cup (1): 1956
- Latin Cup (2): 1955, 1957

### Cá nhân
- World Soccer World XI: 1960, 1961, 1962[2]
- Golden Foot Legends Award: 2004[3]
- World Soccer: The 100 Greatest Footballers of All Time
- IFFHS Legends[4]

### Kỷ lục
- Vô địch La Liga nhiều nhất: 12
- Vô địch châu Âu nhiều nhất: 6[5]
- Xuất hiện tại chung kết châu Âu nhiều nhất: 8 (ngang với Paolo Maldini)[6]
- Giành nhiều danh hiệu nhất với Real Madrid: 24